# سلیمان کریموف
سلیمان کریموف (روسی: Сулейма́н Абусаи́дович Кери́мов؛ زادهٔ ۱۲ مارس ۱۹۶۶) سیاستمدار، سرمایه‌دار و اقتصاددان اهل روسیه است.